# François II de Harlay
Pour les articles homonymes, voir Harlay.
François II de Harlay est un prélat français né à Paris en 1585, mort à Gaillon le 22 mars 1653. Archevêque de Rouen de 1615 à 1651, il est l'oncle de François III de Harlay, son successeur.
Il fut un ardent propagateur de la Contre-Réforme. Il s'appliqua à la restauration de la discipline ecclésiastique et à la défense des droits de l'Église et promut la fondation de maisons religieuses. Dix-sept maisons furent fondées entre 1600 et 1648.

## Biographie
Il est le fils de Catherine de La Marck (1548-1630), dame de Bréval, et de Jacques de Harlay, seigneur de Champvallon (vers 1547-1630), « le plus célèbre galant de la reine Marguerite ».

### Jeunesse
François étudie au collège de Navarre. Il a dix-sept ans, en 1603, lorsque le cardinal de Lorraine résigne en sa faveur l'abbaye Saint-Victor de Paris. En 1610, il soutient sa sorbonique sur la Somme théologique de saint Thomas d'Aquin. Il reçoit le sacerdoce le 29 juin 1611. En 1613, le cardinal de Joyeuse, archevêque de Rouen, le choisit pour être son coadjuteur. Le 9 septembre, il est préconisé à Rome sous le titre d'évêque titulaire d'Augustopolis de Phrygie. Il est sacré par Joyeuse le 2 mars 1614 dans l'église des capucins de la rue Saint-Honoré de Paris. Lorsque l'archevêque meurt le 27 août 1615, François de Harlay lui succède.

### Prédicateur et auteur
Il se taille une réputation de « plus prolixe prédicateur, harangueur et compositeur de livres qu'on ait jamais vu ». Dans la résidence d'été archiépiscopale, le château de Gaillon, il établit une imprimerie.
Mais ses livres sont « longs, diffus, obscurs, illisibles ». Tallemant des Réaux assure qu'« il n'y eut jamais un plus grand galimatias ». Vigneul-Marville, pour qui l'archevêque « était un abîme de science où l'on ne voyait goutte », tente néanmoins de lire un de ses ouvrages : « Je m'y appliquai avec contention d'esprit, sans qu'il me fût jamais possible de trouver le moindre principe pour me conduire dans un si profond labyrinthe, qui commence partout et finit partout, qui dit tout et ne dit rien. » En 1625, François de Harlay adresse à Urbain VIII son Apologia Evangelii pro catholicis. Le Saint-Père ouvre le livre en disant : Fiat lux (« Que la lumière soit »), puis s'empresse de le refermer en soupirant : Et non facta est (« Et elle n'est pas. »)

### Histoire ecclésiastique
En 1629, dans son Ecclesiastica Historia, François de Harlay remet en cause l'histoire officielle des papes, dans lesquels il ne voit que des évêques. Il s'attire ainsi les foudres de l'ultramontain cardinal de La Rochefoucauld, et il doit se rétracter. « Cette rétractation, dit Tallemant, fut imprimée ; mais elle était si obscure, qu'on ne savait ce que c'était, et il eût pu se vanter, s'il eût voulu, de ne s'être point rétracté. » S'il souligne volontiers les menus travers de l'archevêque, le même Tallemant reconnaît : « Il y avait pourtant du bon en ce mirifique prélat : il était bon homme, franc et sincère ; mais jamais il n'eut un grain de cervelle. »

### Académie victorine
En 1624, François de Harlay est l'un des promoteurs d'une « Académie de Saint-Augustin De doctrina christiana », dont le Parlement ordonne la fermeture. 
En 1629, il prend comme vicaire général Jean-Pierre Camus, abbé d'Aunay, qui vient de se démettre de son évêché de Belley.
En 1630, il fonde une « Académie victorine », organisant les « exercices académiques de saint Paul », conférences données dans son abbaye Saint-Victor. De beaux esprits y forment les jeunes clercs à la prédication.

### Controverse opposant Balzac à Du Moulin
Le 11 février 1633, l'écrivain catholique Guez de Balzac adresse une Réponse au théologien protestant Du Moulin. En fin d'année, François de Harlay se mêle à la controverse. Il publie un Avis aux curieux sur les communications de Du Moulin et de Balzac,. Son intervention provient, entre autres, de l'origine normande du ministre calviniste, qui fit souvent imprimer à Rouen ses ouvrages. Mais, dans son Avis, l'archevêque s'en prend autant à Balzac qu'à Du Moulin. Il a en effet un compte à régler avec le premier, qui a raillé ses conférences de l'abbaye Saint-Victor.
Cette année-là, François de Harlay fait don à la bibliothèque capitulaire de Rouen des 1 300 volumes de sa bibliothèque de Gaillon.

### Dernières années
En 1644, il permute son abbaye Saint-Victor de Paris avec Pierre du Cambout de Coislin, abbé de Jumièges. Le 13 février de l'année suivante, il demande à Mazarin l'autorisation de résigner Jumièges en faveur de son brillant neveu, François III de Harlay. Sa demande est accordée le 8 mai. Il résigne trois ans plus tard, en 1648. Dans ses dernières années, il ne sait se défaire d'une gouvernante qui prend de plus en plus de place dans sa vie. En 1651, il finit par renoncer à son siège archiépiscopal, toujours au bénéfice de son neveu. Il meurt deux ans plus tard, au château de Gaillon, le 22 mars 1653. Il est inhumé à Rouen. Ses restes disparaissent en 1793.

## Œuvres
- Apologia Evangelii pro catholicis, 1625.
- Ecclesiastica Historia, Lib. Primus, Paris, Le Blanc, 1629. Seul le livre premier est paru[7].
- Solatium musarum ad academicos, Rothomagensis pastoris Gallio, Egloga. Sive pastoralis Descriptio insignis archiepiscopalis castelli Gallionis, août 1632[7].
- Advis curieux sur les communications de Du Moulin et de Balzac, Paris, Gervais Alliot, 1633.
- Acte parfaict hiérarchique auquel par un concours de la puissance papale avec l'archiepiscopale les droicts des privilégiez sont conservez et bornez en présence d'un légat, Gaillon, imprimerie archiépiscopale, 1644[19].
- De rebus ecclesiæ earumque regimine ac origine, per axiomata politica, regulasque ecclesiasticas exquisitissima historia, Paris, Vitré, 1645.
- La Manière de bien entendre la messe de paroisse, par feu Mgr Fr. de Harlay, archevesque de Rouen, pour servir d'instruction à ses diocésains, rééd. Paris, Muguet, 1685[7].

## Iconographie
- Michel Lasne, portrait en taille-douce, 1625, d'après un tableau de Daniel du Monstier. Il ouvre l’Apologia Evangelii pro catholicis du prélat. Lorsque l'on demandait à Urbain VIII ce qu'il pensait du livre, on ne pouvait rien tirer de lui de plus que : « Bella barba ! Veramente bellissima barba ! » (« Belle barbe ! En vérité, la plus belle des barbes ! »)
- Jean Picart, gravure, 1638[20]
- Vitrail nord (1877) dans le chœur de l'église Saint-Ouen du Tronquay. Il montre l'archevêque de Rouen délivrant, en 1644, par le privilège de saint Romain, les habitants du Tronquay emprisonnés à Rouen.

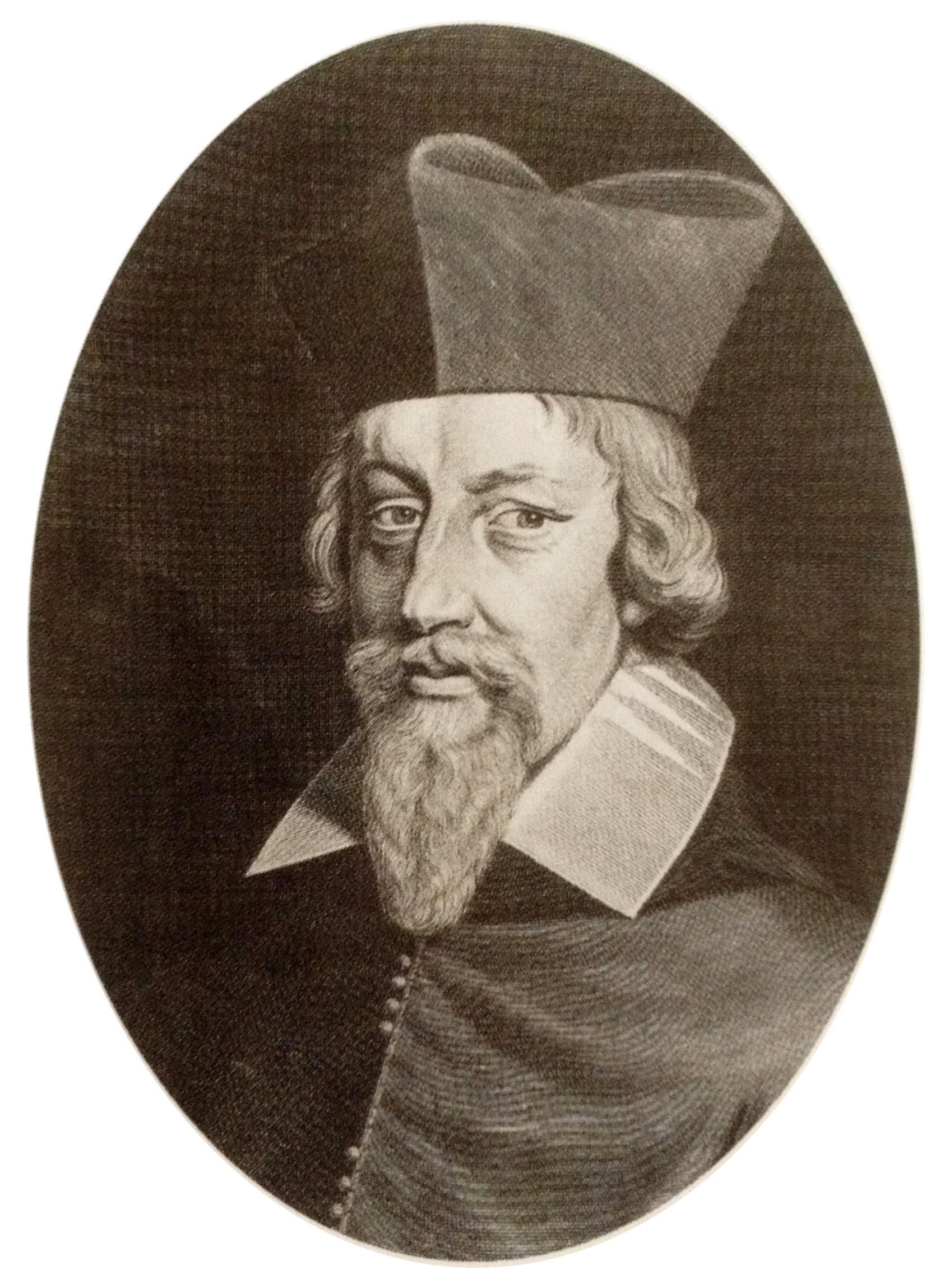
François II de Harlay.
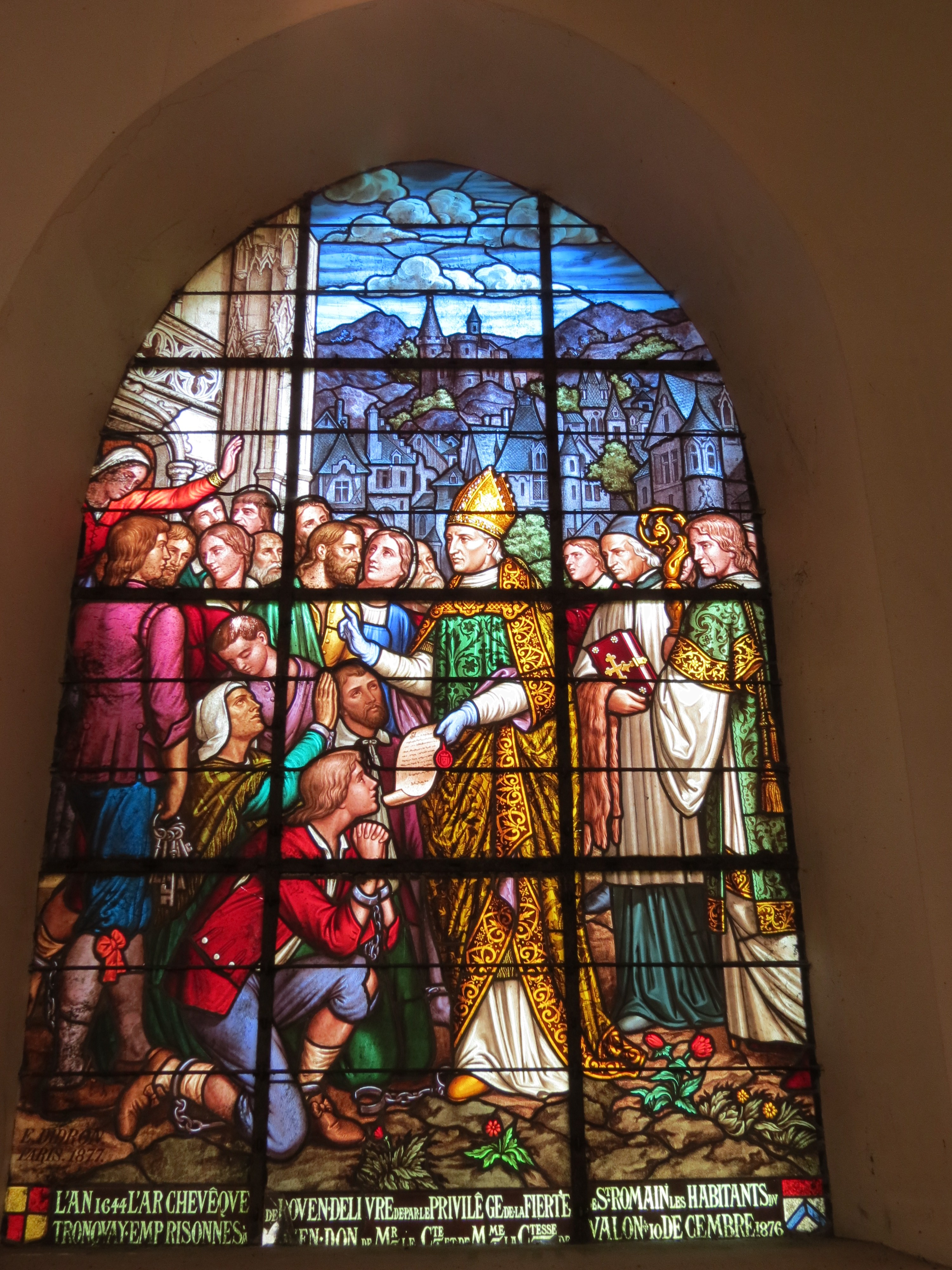
L'archevêque de Rouen délivrant les habitants du Tronquay.